# دوروثي غيليسبي
دوروثي غيليسبي (بالإنجليزية: Dorothy Gillespie)‏ هي نحّاتة أمريكية، ولدت في 29 يونيو 1920 في روانوك في الولايات المتحدة، وتوفيت في 30 سبتمبر 2012 في كورال غيبلز في الولايات المتحدة.